# Rhus striata
Rhus striata là một loài thực vật có hoa trong họ Đào lộn hột. Loài này được Ruiz & Pav. miêu tả khoa học đầu tiên năm 1802.